# Francesca Caccini
Francesca Caccini, zwana la Cecchina (ur. 18 września 1587 we Florencji, zm. ok. 1640 tamże) – włoska śpiewaczka i kompozytorka. Pochodziła ze znanej rodziny muzycznej – była córką Giulia Cacciniego, pierwszego w historii obok Jacopa Periego kompozytora oper oraz współzałożyciela Cameraty Florenckiej. Jej matka, Lucia, również była śpiewaczką.
Od ojca Francesca otrzymała rzetelne wykształcenie muzyczne. Karierę rozpoczynała śpiewając na dworze florenckim w rodzinnym zespole wokalnym „Concerto Caccini” (z dwojgiem rodzeństwa, ojcem i jego drugą żoną). Śpiewała też, towarzysząc sobie na lutni, pieśni solowe, a także realizowała partie wokalno-aktorskie w wykonaniach utworów scenicznych ojca i własnych. W roku 1606 wyszła za mąż za śpiewaka Giovanniego Battistę Signorellego; owocem tego związku była urodzona w 1621 córka Margherita, w przyszłości wybitna śpiewaczka.
Francesca Caccini oprócz błyskotliwej kariery wykonawczej uprawiała również twórczość muzyczną, co o owych czasach było u kobiet rzadkością. Komponowała pieśni i utwory sceniczne, z których niewiele się zachowało. Jeden taki utwór ma jednak znaczenie szczególne – jest to opera Wyzwolenie Ruggiera z wyspy Alcyny (La liberazione di Ruggiero dall’isola d’Alcina). Uważa się, że Francesca Caccini jest pierwszą kobietą, która skomponowała operę.
W roku 1625 na dworze florenckim gościł polski królewicz, Władysław Waza. Na cześć księcia wykonano rappresentazione sacra La regina Sant’Orsola z muzyką Marca da Gagliano, wykonywane po raz pierwszy w poprzednim roku. Drugim utworem scenicznym była opera, a ściślej dramma per musica Franceski Caccini, dedykowana królewiczowi Władysławowi Wazie i wykonana 4 lutego 1625 w willi Wielkiej Księżnej pod Florencją. Przedstawienie to wzbudziło zainteresowanie jeszcze większe niż spektakl utworu Marca da Gagliano, jak wynika z relacji członków świty królewicza, obecnych na premierze (Stefan Pac, Albrycht Stanisław Radziwiłł, Samuel Twardowski). Również obecny na spektaklu Stanisław Serafin Jagodyński po powrocie do Rzeczypospolitej przetłumaczył tekst libretta na język polski, a w roku 1628 wydał w Krakowie pod tytułem Wybawienie Ruggiera z Wyspy Alcyny. To wydanie spowodowało domysły historyków, że dzieło Franceski zostało wystawione w Polsce; byłoby to wtedy pierwsze dzieło operowe wystawione na ziemiach polskich. Sugestie te jednak nie znajdują historycznego potwierdzenia.
Muzyka Franceski Caccini kontynuuje i rozszerza zdobycze muzyczne jej ojca i innych twórców Cameraty Florenckiej. Kompozytorka stosuje monodię akompaniowaną, jednocześnie wzbogacając ją o nowe typy harmonii właściwe już wczesnemu barokowi. Talent Franceski był doceniany przez współczesnych, operę La liberazione di Ruggiero dall’isola d’Alcina wydano drukiem.
Po 371 latach dzieło Franceski Caccini znów wróciło na scenę – 28 kwietnia 1996 Wyzwolenie Ruggiera z wyspy Alcyny zostało wystawione na scenie Warszawskiej Opery Kameralnej. Utwór został również w wykonaniu polskich artystów nagrany na płyty kompaktowe fundacji Pro Musica Camerata.